# Большой Трёхгорный переулок
Большо́й Трёхгорный переу́лок — улица в центре Москвы на Пресне между Рочдельской улицей и улицей Красная Пресня.

## Происхождение названия
Большой, Средний и Малый Трёхгорные переулки названы в конце XIX века по расположенной вблизи улицы Трехгорный Вал. Ранее Большой Трёхгорный переулок именовался Трёхгорным и Верхним Пресненским.

## Описание
Большой Трёхгорный переулок начинается от Рочдельской улицы и проходит на север параллельно улице Трехгорный Вал, затем отклоняется на северо-восток, справа к нему примыкают Николоваганьковский и Нововаганьковский переулки, пересекает Большой Предтеченский переулок и улицу Заморёнова, заканчивается на Красной Пресне.

## Здания и сооружения

### По нечётной стороне
- № 1-1а, стр. 1,  памятник архитектуры (региональный) — главный дом городской усадьбы Прохоровых. Первое здание особняка построено в 1836 году текстильным промышленником, сыном основателя «Трёхгорной мануфактуры» Яковом Прохоровым[1]. Первоначальное здание было одноэтажным, каменным, с деревянной антресолью (полэутажом) по центру; с севера к постройке примыкала каменной одноэтажная терраса с двумя полукаменными крыльцами. В плане постройка была близка к квадрату со сторонами по 8,5 сажен. В 1877 году, при Иване Прохорове, когда владение принадлежало Товариществу Прохоровской Трёхгорной мануфактуры, началась перестройка особняка по проекту архитектора А. П. Попова. Работы были окончены к 1891 году[1]. Первоначальное строение было сохранено. Антресольный этаж был превращён во второй. К деревянному ядру здания были пристроены симметричные двухэтажные каменные крылья, и в плане особняк приблизился к г-образной форме. На северном фасаде крылья выступали двумя ризалитами: бо́льшим по размеру восточным и меньше вынесенным западным. С южной стороны появилась открытая каменная терраса. Была произведена перепланировка помещений, разобраны печи. Изменены также окна и декор фасадов, решённый в классическом стиле. В северной части усадебного здания разместились парадные залы, в южной находились жилые помещения. В 1892 году по проекту Р. И. Клейна была выполнена небольшая пристройка к западному фасаду[1]. В таком виде строение сохранилось до наших дней[2]. Усадьба принадлежала Прохоровым до 1918 года[2]; в советские годы в строении действовал Дворец культуры фабрики «Трёхгорная мануфактура». В начале 1990-х годов в особняке проводились реставрационные работы, часть помещений была приспособлены под офисные нужды. При этом была произведена небольшая перепланировка второго этажа; в частности, изменилось расположение дверных проёмов, появился дополнительный продольный коридор. Была также восстановлена первоначальная покраска интерьеров парадных залов, утраченная в 1925 году[1]. Фасады здания, особенного южной его стороны, отличаются богатым декором. Окна обрамлены лучковыми сандриками; на первом этаже эти сандрики опираются на консоли в виде женских головок; на втором этаже сандрики дополнены растительным орнаментом. В простенках — медальоны с рельефными изображениями херувимов. Фасады южной стороны рустованы, окна декорированы прямоугольными сандриками, а тройное окно ризалита обрамлено арочным наличником[2]. Интерьеры здания сохранились почти полностью[2]. Примечательны мраморная лестница, расписной плафон под потолком, выложенные майоликовыми изразцами печи, пышная лепнина, а также множество небольших декоративных деталей (майоликовые панно, кессонированные потолки, орнамент карнизов, молдинги на стенах и оконных выступах)[2].
- № 1/26, стр. 2,  памятник архитектуры (вновь выявленный объект) — особняк И. Я. Прохорова с архитектурно-художественными интерьерами (1884, архитектор Василий Залесский). Особняк принадлежал директору-распорядителю «Товарищества Прохоровской Трёхгорной мануфактуры» Ивану Прохорову, начиная с 1920-х годов здесь находился детский сад № 347. В 1990-х годах здание было передано в собственность ООО «Сенатор», после чего в нарушение законодательства были значительно изменены его объём и высота, произведена надстройка двух стеклянных этажей[3]. В 2015 году возбуждено дело об административном правонарушении.
- № 3 — школа № 1241 (с преподаванием ряда предметов на английском языке), ранее — спецшкола № 28.
- № 11 — Московский промышленно-экономический колледж при Российском торгово-экономическом университете.

### По чётной стороне
- № 6 — дом С. В. Биммана, заявленный объект культурного наследия. Здание 1912 года постройки, архитекторы — Владимир Попов и Роман Клейн. Принадлежало киевскому мещанину С. В. Бимману.
- № 8 — детский сад № 1786.